# Prosymna angolensis
Espèce
Statut de conservation UICN

 LC  : Préoccupation mineure
Prosymna angolensis est une espèce de serpents de la famille des Lamprophiidae. 

## Répartition
Cette espèce se rencontre en Namibie, en Angola, en Zambie, au Botswana et au Zimbabwe.

## Étymologie
Son nom d'espèce, composé de angol[a] et du suffixe latin -ensis, « qui vit dans, qui habite », lui a été donné en référence au lieu de sa découverte, la province de Huila en Angola.

## Publication originale
- Boulenger, 1915 : A list of the snakes of the Belgian and Portuguese Congo, northern Rhodesia, and Angola. Proceedings of the Zoological Society of London, vol. 1915, p. 193-223 (texte intégral).